# 笑福亭飛梅
笑福亭 飛梅（しょうふくてい とびうめ、1981年3月5日 - ）は、上方落語協会に所属する落語家。笑福亭松枝門下。本名は橋本 天童。

## 経歴
- 2008年12月1日、笑福亭松枝に入門。

## 人物
- 福知山商業高等学校を3ヶ月で中退後、鳶職の道に進む。鳶の先輩達とは夜になるとバイクでツーリングに出かけ、アクセルの吹かし方などを教わったという。その当時のエピソードは『アクセル指南』という題名で落語化している。